# Elytroleptus rufipennis
Elytroleptus rufipennis là một loài bọ cánh cứng trong họ Cerambycidae.